# Berlandina
Berlandina Dalmas, 1922 è un genere di ragni appartenente alla famiglia Gnaphosidae.

## Distribuzione
Le 37 specie note di questo genere sono diffuse in Europa, Africa e Asia: la specie dall'areale più vasto è la B. plumalis reperita in varie località dell'Africa occidentale, e nella regione che va dal bacino del Mediterraneo all'Asia centrale.

## Tassonomia
Non sono stati esaminati esemplari di questo genere dal 2014.
Attualmente, ad aprile 2015, si compone di 37 specie:
1. Berlandina afghana Denis, 1958 — Afghanistan, Pakistan
2. Berlandina apscheronica Dunin, 1984 — Russia, Azerbaigian, Kazakistan
3. Berlandina asbenica Denis, 1955 — Niger
4. Berlandina avishur Levy, 2009 — Israele
5. Berlandina caspica Ponomarev, 1979 — Russia, Mongolia, Asia centrale
6. Berlandina charitonovi Ponomarev, 1979 — Russia, Asia centrale
7. Berlandina cinerea (Menge, 1872) — dall'Europa al Kazakistan
8. Berlandina corcyraea (O. P.-Cambridge, 1874) — Grecia, Corfù
9. Berlandina denisi Roewer, 1961 — Afghanistan
10. Berlandina deserticola (Dalmas, 1921) — Algeria, Libia
11. Berlandina drassodea (Caporiacco, 1934) — Karakorum
12. Berlandina hui Song, Zhu & Zhang, 2004 — Cina
13. Berlandina kolosvaryi Caporiacco, 1947 — Africa orientale
14. Berlandina koponeni Marusik, Fomichev & Omelko, 2014 — Mongolia
15. Berlandina meruana (Dalmas, 1921) — Africa orientale
16. Berlandina mishenini Marusik, Fomichev & Omelko, 2014 — Mongolia
17. Berlandina nabozhenkoi Ponomarev & Tsvetkov, 2006 — Russia
18. Berlandina nakonechnyi Marusik, Fomichev & Omelko, 2014 — Mongolia
19. Berlandina nenilini Ponomarev & Tsvetkov, 2006 — Kazakistan
20. Berlandina nigromaculata (Blackwall, 1865) — Isole Capo Verde
21. Berlandina nubivaga (Simon, 1878) — Europa
22. Berlandina obscurata Caporiacco, 1947 — Africa orientale
23. Berlandina ovtsharenkoi Marusik, Fomichev & Omelko, 2014 — Mongolia
24. Berlandina piephoi Schmidt, 1994 — Isole Capo Verde
25. Berlandina plumalis (O. P.-Cambridge, 1872)[2] — Africa occidentale e dal Mediterraneo fino all'Asia centrale
26. Berlandina potanini (Schenkel, 1963) — Russia, Mongolia, Cina
27. Berlandina propinqua Roewer, 1961 — Afghanistan
28. Berlandina pulchra (Nosek, 1905) — Turchia
29. Berlandina punica (Dalmas, 1921) — Algeria, Tunisia, Libia
30. Berlandina saraevi Ponomarev, 2008 — Kazakistan
31. Berlandina schenkeli Marusik & Logunov, 1995 — Russia
32. Berlandina shnitnikovi (Spassky, 1934) — Kazakistan
33. Berlandina shumskyi Kovblyuk, 2003 — Ucraina
34. Berlandina spasskyi Ponomarev, 1979 — Russia, Kazakistan, Mongolia, Cina
35. Berlandina ubsunurica Marusik & Logunov, 1995 — Russia
36. Berlandina venatrix (O. P.-Cambridge, 1874) — Libia, Egitto
37. Berlandina yakovlevi Marusik, Fomichev & Omelko, 2014 — Mongolia

### Specie trasferite
- Berlandina asiatica (Bösenberg & Strand, 1906); trasferita al genere Hitobia Kamura, 1992[1].
- Berlandina exornata (C. L. Koch, 1839); trasferita al genere Nomisia Dalmas, 1921

### Sinonimi
- Berlandina afghana spinitarsis Denis, 1958; posta in sinonimia con B. afghana Denis, 1958 a seguito di un lavoro dell'aracnologo Levy (1995) sugli esemplari denominati B. plumalis; vedi anche la pubblicazione di Marusik et al., (2014b)[1].
- Berlandina atlantica (Dalmas, 1921); posta in sinonimia con B. nigromaculata (Blackwall, 1865) a seguito di uno studio di Berland (1936); tale sinonimia non venne considerata valida dall'aracnologo Roewer.
- Berlandina chopardi Denis, 1955; posta in sinonimia con B. plumalis (O. Pickard-Cambridge, 1872) a seguito di un lavoro di Levy (1995).
- Berlandina jovia Denis, 1947; posta in sinonimia con B. venatrix (O. Pickard-Cambridge, 1874) a seguito di un lavoro di Levy (1995).
- Berlandina macrostigma Denis, 1966; posta in sinonimia con Berlandina plumalis (O. Pickard-Cambridge, 1872) a seguito di un lavoro di Levy (1995).
- Berlandina paludani Denis, 1958; posta in sinonimia con Berlandina plumalis (O. Pickard-Cambridge, 1872) a seguito di un lavoro di Levy (1995).
- Berlandina xinjiangensis Hu & Wu, 1989; posta in sinonimia con B. spasskyi Ponomarev, 1979 a seguito di un lavoro dell'aracnologa Tuneva del 2005.